# 라니라니
라니라니(LaniLani)는 2016년 싱글 앨범 [너에게]로 데뷔한 대한민국의 음악 그룹이다.

## 방송
- 가스펠스타C 4 (2014) - Top10

## 음반
- 가스펠스타C 시즌4 (2014)
- 너에게 (To You) (2016)
- You And I (2016)
- 기억하고 있니 (2017)